# Carl Otto Hugosson
Carl Otto Hugosson, född 5 januari 1908 i Göteborg, död 4 januari 1961 i Frösön, Östersund, var en svensk officer i Flygvapnet. Carl Otto Hugosson är far till överste Mats Hugosson.

## Biografi
Hugosson blev fänrik vid Bohusläns regemente (I 17) i Uddevalla 1929, major i Flygvapnet 1943, överstelöjtnant 1946 och överste 1949. Han var chef för Flygvapnets bomb- och skjutskola (FBS) 1945–1947 och för Jämtlands flygflottilj (F 4) i Östersund 1947–1961. Hugosson författade Praktisk handledning för segelflygare (Flyg- och motortekniskt bibliotek 1944, dansk översättning och bearbetning av John Foltmann och Max Westphall 1945).

## Utmärkelser
- Kommendör av första klass av Svärdsorden, 6 juni 1957.[1]

### Webbkällor
- Hugosson, Carl Otto i Vem är det 1957
- Döda 1958-1968 i Vem är det 1969

### Tryckt skrift
- Kjellander, Rune (2013). Svenska Flygvapnets högre chefer 1925-2005. Ödeshög: Rune Kjellander. sid. 63. ISBN 978-91-637-1183-1